# Jordan Brangers
Jordan Brangers (Radcliff, Kentucky, 1 de enero de 1995) es un baloncestista estadounidense que actualmente se encuentra sin equipo. Con 1,88 metros de estatura, juega en la posición de escolta. 

## Trayectoria deportiva

### Universidad
Tras haber tenido problemas académicos para jugar en high school, en 2014 se matriculó en el St. Catharine College en Kentucky, que compite en la NAIA, pero fue declarado inelegible pare el equipo de baloncesto. Fue transferido al Motlow State Community College de la NJCAA, pero tuvo los mismos problemas de elegibilidad.
Finalmente, jugó dos temporadas con los Texans del South Plains College, también de la NJCAA, en las que promedió 18,8 puntos, 3,0 rebotes y 1,8 asistencias por partido.
El 27 de marzo de 2018 se declaró elegible para el Draft de la NBA, aunque sin contratar a un agente, algo que haría una semana más tarde.

### Profesional
Tras no ser elegido en el Draft de la NBA de 2018, firmó su primer contrato profesional el 27 de julio con el equipo alemán de Eisbären Bremerhaven de la Basketball Bundesliga.